# Шмыров, Виктор Александрович
Ви́ктор Алекса́ндрович Шмы́ров (род. 20 декабря 1946, Чусовой, Пермская область) — российский историк, педагог и краевед, музейный работник, общественный деятель, директор АНО Мемориальный центр истории политических репрессий «Пермь-36».

## Биография
Родился в семье служащих. Окончил исторический факультет Пермского государственного университета (1975).
В 1974—1982 годах возглавлял краеведческий музей в городе Чердыни Пермской области. Кандидат исторических наук (1982, диссертация «Города Верхнего Прикамья в XV — начале XVIII вв.»).
В 1983—2005 годах работал в Пермском государственном педагогическом институте научным сотрудником, преподавателем, деканом исторического факультета.
Стал одним из создателей Пермского отделения международного правозащитного, историко-просветительского общества «Мемориал», с 1992 по 2002 год был его сопредседателем. В 1995—2000 годах — председатель музейной комиссии международного общества «Мемориал» (Москва).
В 1992 году возглавил немногочисленную группу энтузиастов, которая начала создавать на месте бывшей колонии политических заключенных ВС 389/36 («Пермь-36») в дер. Кучино Чусовского района Пермской области музей истории политических репрессий в СССР, получивший название по имени колонии «Пермь-36».
Сумел привлечь внимание к музею и к участию в его проектах таких известных в России людей, как бывшие Уполномоченные по правам человека в РФ Сергей Ковалёв и Владимир Лукин, бизнес-лидеры Анатолий Чубайс, Дмитрий Зимин, Александр Лебедев, барды и исполнители Юлий Ким, Александр Городницкий, Елена Камбурова, Тимур Шаов, Нателла Болтянская.
Задуманный Шмыровым фестиваль гражданской песни «Пилорама» быстро перерос границы Российской Федерации и жанровые рамки и стал брендом Пермского края, международным гражданским и демократическим форумом (проводился в 2005—2013 годах, до изменения юридического статуса музея).
Семья
Женился в 1974 году. Жена — Курсина Татьяна Георгиевна (род. 1949), историк по образованию, долгое время исполнительный директор АНО «Пермь-36». Сыновья: Андрей и Александр.

## Публикации
В. А. Шмырову принадлежат более 40 научных публикаций, в том числе по исследованию процессов градообразования и городов Урала XVI-XVII вв., по истории городов и генезиса капитализма на Урале, по присоединению Урала и Западной Сибири к Российскому государству, по истории политических репрессий в СССР. В настоящий момент работает над монографией «Пермские политлагеря (1972—1992 гг.)», а также в соавторстве с Л. А. Обуховым над книгой «История лагеря „Пермь-36“».

## Награды
Медаль ордена «За заслуги перед Отечеством» II степени (1999).
Лауреат премии «За подвижничество» («За вклад в развитие гражданского общества»), Институт «Открытое общество» (2001).
Лауреат премии «За права человека» Международного фестиваля фильмов о правах человека «Сталкер» (2007) и обладатель специального приза писателя Анатолия Приставкина за сценарий к документальному фильму «Варлам Шаламов. Опыт юноши» (2014).
Медаль Уполномоченного по правам человека Российской Федерации «Спешите делать добро» (2008).
Лауреат Строгановской премии Пермского землячества в номинации «За выдающиеся достижения в политической и общественной жизни» (2010).
Лауреат Премии Московской Хельсинкской группы в области защиты прав человека «За вклад в правозащитное образование» (2014).